# Карасу (Аягозский район)
Карасу (каз. Қарасу) — упразднённое село в Аягозском районе Восточно-Казахстанской области Казахстана. Входило в состав Копинского сельского округа. Исключено из учётных данных в 2017 г. Код КАТО — 633461300.

## Население
В 1999 году население села составляло 180 человек (101 мужчина и 79 женщин). По данным переписи 2009 года, в селе проживал 51 человек (31 мужчина и 20 женщин).